# قياس المساحات المستوية
قياس المساحات المستوية (بالإنجليزية: Planimetry)‏ هي دراسة قياسات المستوي، بما في ذلك الزوايا والمسافات والمساحات. يتعلق هذا المصطلح بتخصصات علمية وتقنية مختلفة وهو ما يعادل مفهوم الخطة أو المسقط الافقي في الرسم التقني لإظهار أحجام محدودة (المباني والآلات ...).

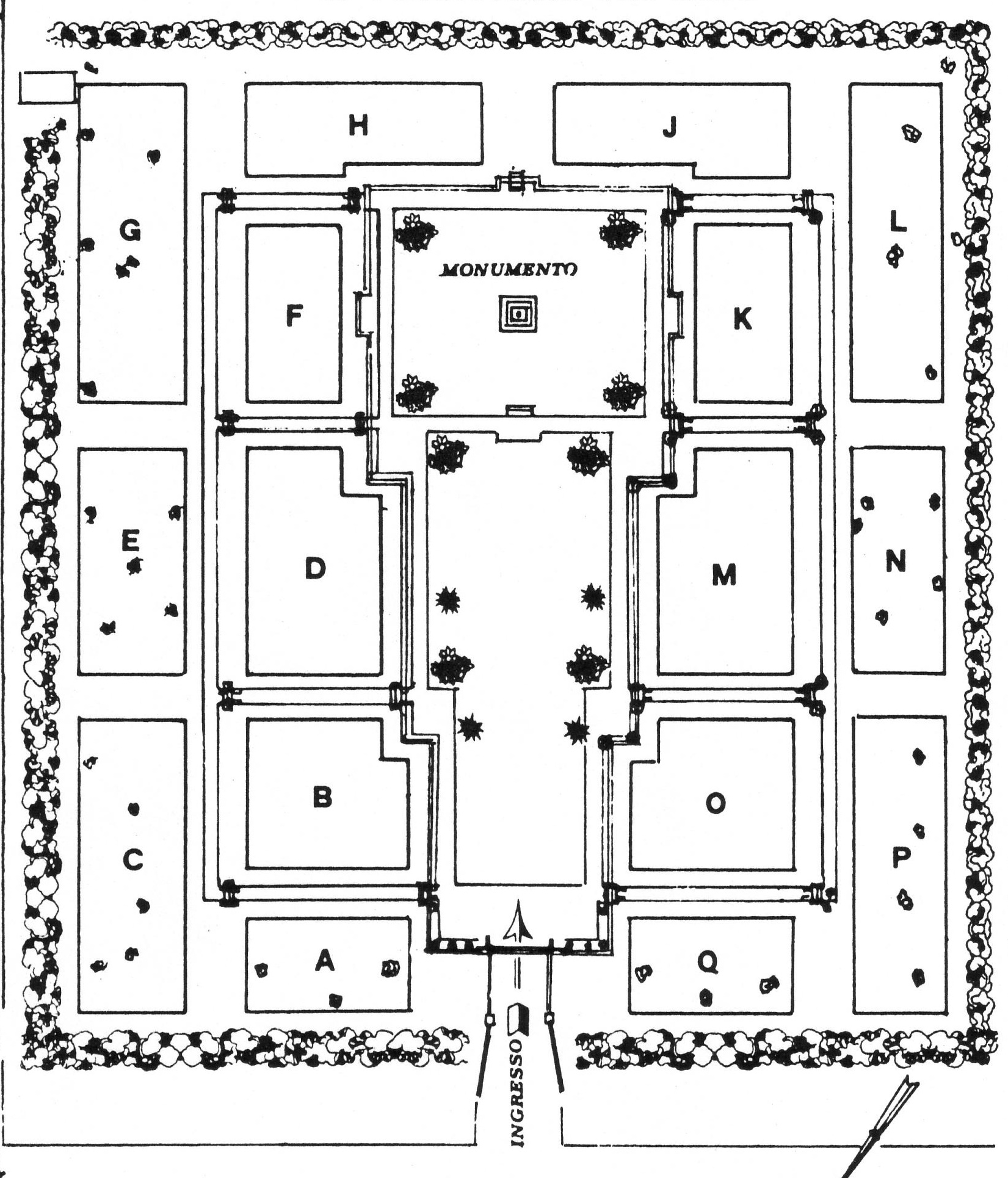
بلانيمتري مقبرة عسكرية

## تطبيقات
- في مجال العمارة، حيث يمكن تصميم الوحدات (السكنية والمكتبية، والتجارية)، والمباني والأحياء والمباني وعلاقتها مع البيئة المحيطة؛
- في علم الآثار،
- في مجال علم الفلك
- في مجال الجيوفيزياء والجيولوجيا
- في الجغرافيا
- في الهندسة المدنية لتحديد هياكل البناء والطرق والجسور، وما إلى ذلك؛
- في الميكانيكا
- في مجال التخطيط الحضري، حيث يمكن تحديد الاستخدامات المختلفة للمناطق ولتصميم البيئة المبنية؛

الاسقاط البلانمتري للأسطح غير المنتظمة، أو للمباني ... ، يسمح بقياس المساحة نسبة للعناصر الأخرى. وعند مرافقتها بالاسقاطات الرأسية (قطاع، وواجهة) - وخصوصا في اظهار الاحجام الاقل امتدادا- يسمح أيضا بقياس الاحجام.